# Thoroton
Thoroton is een civil parish in het bestuurlijke gebied Rushcliffe, in het Engelse graafschap Nottinghamshire met 112 inwoners.